# Hyde Park Barracks (Sydney)
Pour les articles homonymes, voir Hyde Park Barracks.

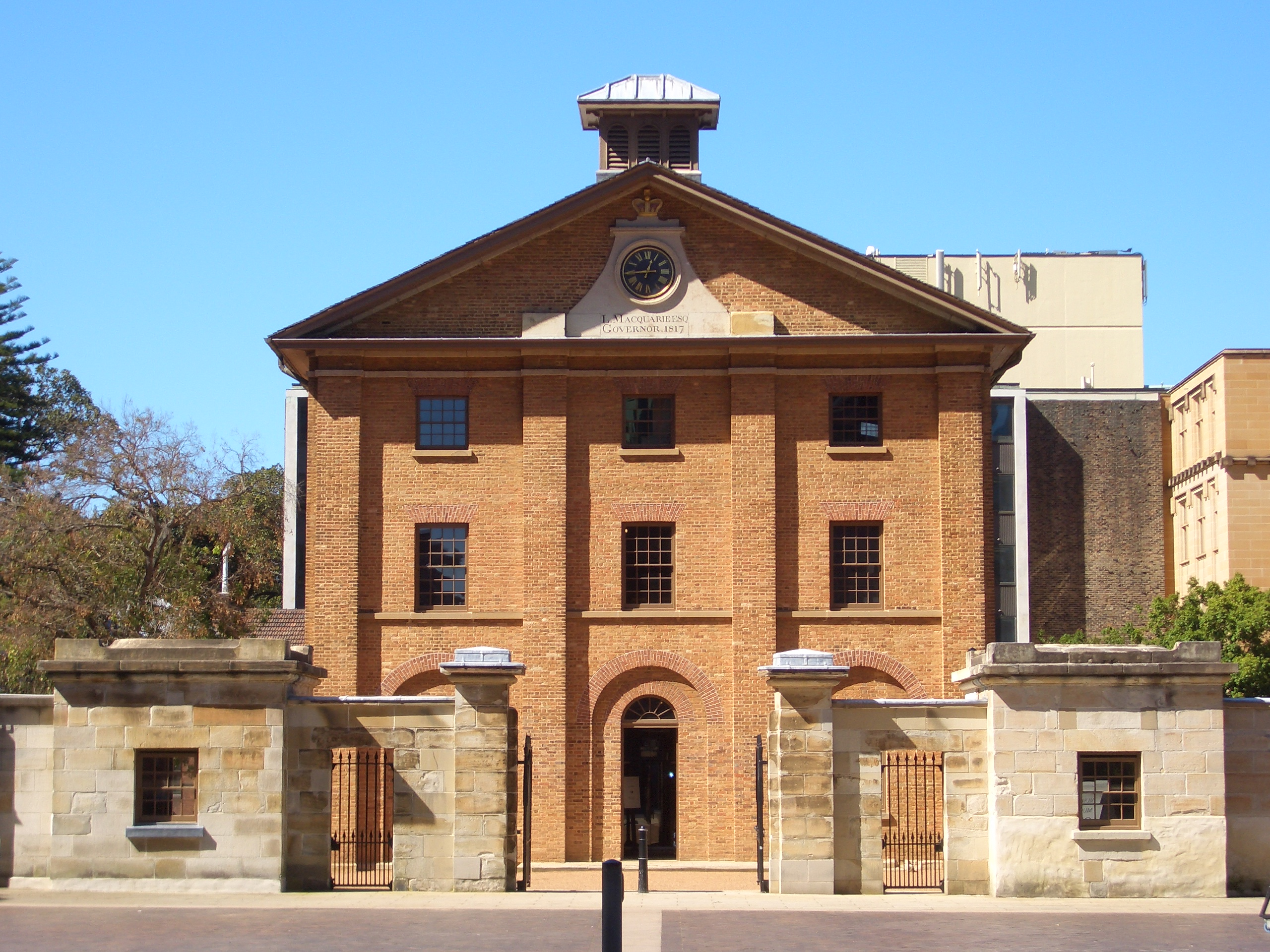
Hyde Park Barracks à Sydney.

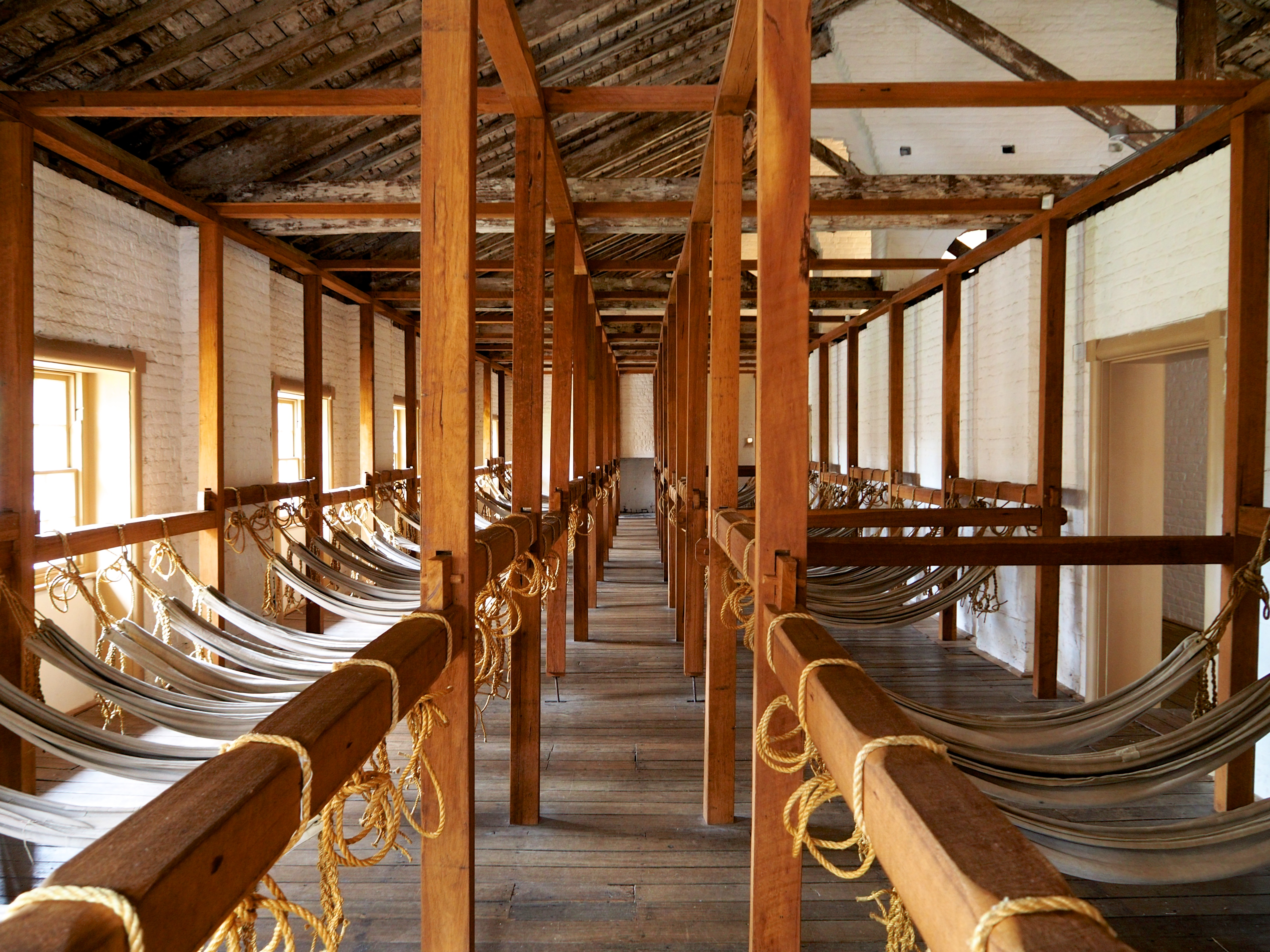
Hyde Park Barracks, intérieur dortoir.

Hyde Park Barracks est situé à l'extrémité sud de Macquarie Street, à Sydney, en Nouvelle-Galles du Sud, en Australie. Elle est située près de l'angle nord-est de Hyde Park, en face de Queens Square et à côté de l'hôtel de la Monnaie de Sydney. Les bâtiments ont été conçus par l'architecte Francis Greenway et construits entre 1818 et 1819. C'est maintenant un musée, géré par l'Historic Houses Trust of New South Wales. 
Hyde Park Barracks fait partie des sites de bagnes australiens, sélection de onze colonies pénitentiaires sur le territoire australien, inscrits depuis 2010 sur la liste du patrimoine mondial.

## Histoire
Construite par les détenus au début du XIXe siècle, la caserne est l'une des œuvres les plus connues de Francis Greenway, architecte australien du début de l'ère coloniale. Principale caserne de Nouvelle-Galles du Sud chargée d'accueillir les forçats hommes, elle a reçu les condamnés qui travaillaient dans l'emploi public autour de Sydney jusqu'à sa fermeture à la mi 1848. 
Elle a eu de nombreux occupants par la suite. Elle a servi de dépôt pour les femmes célibataires qui immigraient et qui cherchaient un emploi de domestique et dans l'attente d'un regroupement familial de 1848 à 1886, d'asile pour femmes de 1862 à 1886. De 1887 à 1979, des tribunaux et des bureaux gouvernementaux ont été basés dans la caserne. 

## Aujourd'hui
En 1981, Hyde Park Barracks a subi d'importants travaux de conservation et d'adaptation par les architectes Tonkin Zulaikha Greer et Clive Lucas Stapleton et Partenaires. Maintenant, le bâtiment est un musée géré par l'Historic Houses Trust of New South Wales. Les touristes qui le visitent peuvent découvrir la vie quotidienne des détenus et des autres occupants à travers des expositions sur le travail des bagnards hommes à Sydney, le système carcéral australien, grâce à un environnement sonore novateur et des objets d'époque.